# گستون ژوشه
گستون ژوشه (تلفظ فرانسوی: [ɡɑstɔ̃ ʒyʃɛ]) یک مهندس فرانسوی است که به خاطر رهبری تیم طراحی رنو بین سال‌های ۱۹۶۳ تا ۱۹۷۵ و بعد از آن ۱۹۸۴ تا ۱۹۸۷ شناخته شده است.

## اوایل زندگی و حرفه‌ای

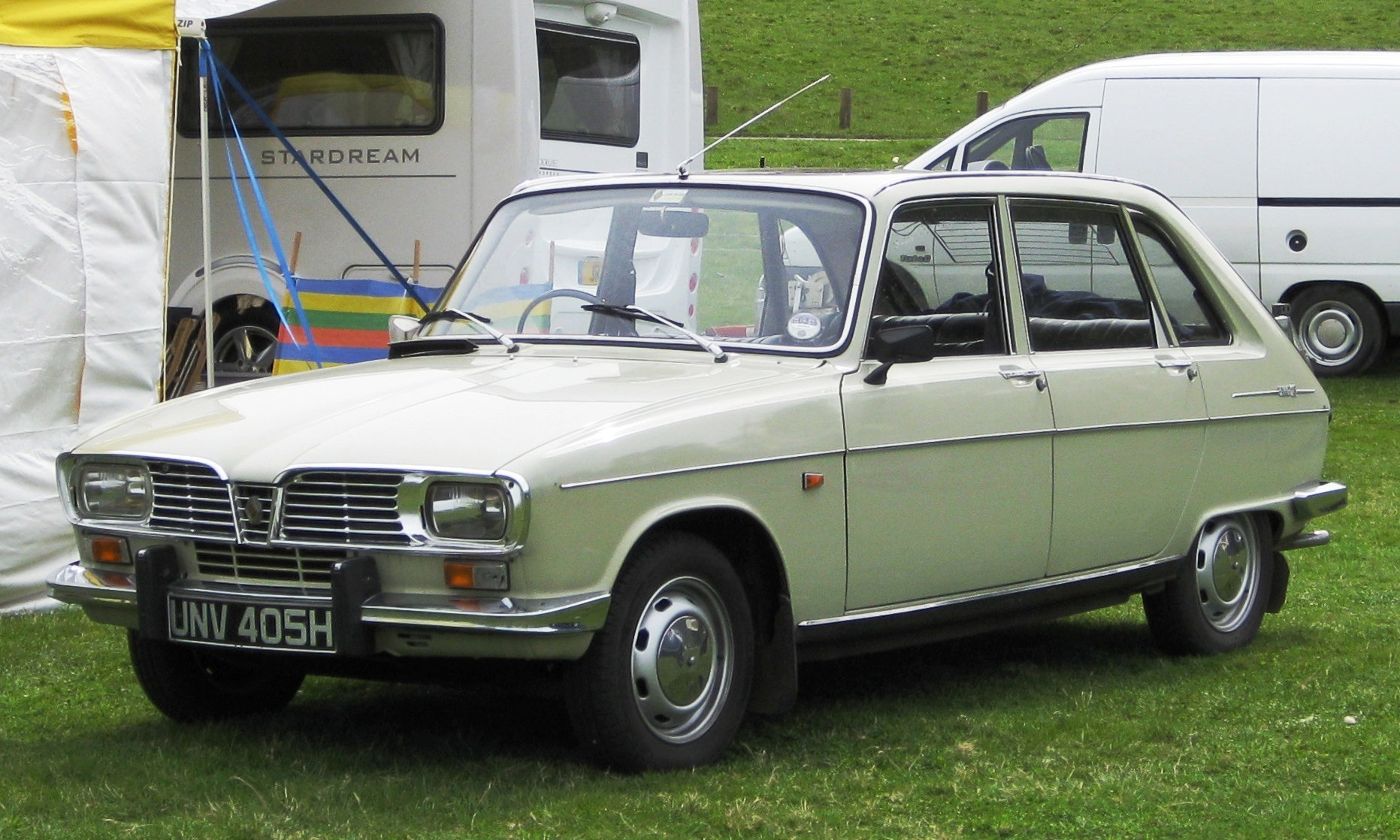
رنو ۱۶

## جوایز
ژوشه در سال ۱۹۷۶ برنده طراح صنعتی France Grand Prix در سال ۱۹۷۶ شد.